# La Princesse au petit pois (film, 2002)
Pour plus de détails, voir Fiche technique et Distribution.
La Princesse au petit pois (titre original : The Princess and the Pea) est un film d'animation américano-hongrois réalisé par Marc Swan, sorti en 2002 et qui adapte le célèbre conte La Princesse au petit pois d'Hans Christian Andersen. L'histoire diffère toutefois de l'intrigue originale, gagnant en complexité. 
La musique est composée par Alan Williams, qui a remporté deux prix à l'Accolade Competition Awards of Excellence en 2003 et 2004, pour son travail sur le film. La Princesse au petit pois fut aussi nommé au Young Artist Award, en 2003, dans la catégorie "Best Family Feature Film - Animation".

## Synopsis
Dans le règne de Corazion, le maléfique prince Laird est sur le point d'être couronné nouveau souverain. Pendant ce temps, le petit Rollo, prince d'Arveja et ami de Heath, frère cadet de Laird, fait une découverte importante : une ancienne tapisserie perdue. Sebastian, le sage corbeau et historien de la cour, reconnaît comme l'histoire de l'ancien royaume et de la "Princesse au petit pois" : la légende raconte qu'un mystérieux rituel concernant un pois, une princesse au cœur noble a été choisie, qui a fondé le royaume de Corazion basé sur des principes d'honneur et de bonté. Malheureusement, les générations suivantes ont oublié les anciennes valeurs du royaume et se sont plongées dans la guerre, dans laquelle même le secret du pois a apparemment été perdu, jusqu'à l'avènement du roi actuel, le père de Heath et Laird, qui rétabli la paix.
La tapisserie retrouvée est partiellement déchirée, ce qui rend impossible de découvrir l'intégralité du secret de la princesse, mais il y a aussi un avertissement : si le secret est perdu, le règne prendra fin pendant le règne du dix-huitième roi, ou Laird. Sachant cela, Sebastian et Heath réalisent davantage à quel point le futur souverain pourrait nuire au royaume. Cependant, Rollo a une idée : Sebastian affirme que, selon la loi des pères, "Le premier enfant qui entrera dans la salle du couronnement sera nommé roi". Ainsi, le petit prince, avec un stratagème astucieux, amène son ami Heath, bien que craintif, à entrer dans la salle en premier et à être couronné. Laird, avec sa femme gourmande Helsa, il quitte le palais avec indignation, et Heath tente de se faire pardonner auprès de Laird en fessant de lui le dirigeant du royaume des cochons mais Laird jure de se venger.
Neuf mois plus tard, l'épouse du roi Heath, donne naissance à un bébé, mais malheureusement, elle meurt à l’accouchement. Parallèlement, Laird et Helsa donne également naissance à une fille et Laird conçoit alors un plan perfide : avec Helsa, elle va au palais pour prétendre que leur fille est morte et qu'Helsa propose d'aider Heath à s'occuper du siens ; mais en réalité, Helsa échange secrètement les filles, même si elle ressent une sympathique envers sa nièce parce qu'elle est orpheline de mère ; par conséquent, elle prie Laird pour que leurs nièce reste avec des gens bien. 
Des années plus tard, Hildegard, la fille de Laird, grandit comme la fille de Heath et devient une princesse stupidement désagréable, égoïste et gâtée, sous la direction de sa cruelle "tante" Helsa. Au lieu de cela, la vraie fille du roi, la jeune Daria, a été laissée à deux terribles paysans qui la traitent comme une servante et la font dormir dans un grange avec des poules, des oies et trois cochons, mais, contrairement à sa cousine, elle est plus belle, plus douce et gentille. Pendant ce temps, Sebastian poursuivi sa recherche de la partie manquante de l'énigme du pois, selon laquelle il doit être placé sous vingt matelas en plumes pendant qu'une fille y dort. Un jour, le prince Rollo revient pour une visite amicale à Heath, lui avouant qu'il cherche une femme, car ses conseillers aimeraient obtenir une alliance avec un autre royaume, tout en souhaitant intérieurement qu'il rencontre le véritable amour. Hildegard, le voyant et voulant être l'héritière d'un grand royaume, déclare qu'elle veut devenir elle-même sa femme. Rollo tente s'enfuir. Hildegard met le pied pour le poursuivre, mais perd la piste. Au cours de sa poursuite, Helsa rencontre Laird. Impressionné par la façon dont sa fille est devenu, il demande à Helsa de révélée la vérité à Hildegard sur sa véritable lignée. La princesse répond à cela avec colère et dégoût.
Pendant ce temps, Rollo trouve une cachette dans les ruines d'un ancien palais, il rencontre Daria et ses compagnons de porc de confiance, Princesse, Gloutonne et Risque-Tout. Elle l'amène dans son "jardin secret", où Rollo est charmé par sa beauté et sa gentillesse, même Daria éprouvent le sentiment à son égard, mais il est obligé d'y renoncer, se souvenant de sa mission d'épouser une princesse alors qu'elle est paysanne.
Les jours suivants, le prince voyage dans plusieurs royaumes, à la recherche de la princesse idéale pour lui, accompagné de Sébastien qui veut tester chaque princesse en les fessants suivre le rituel du pois sous vingt matelas. Rollo tombe sur des princesses apparemment nobles mais toutes gâtées, idiotes et égoïstes, et même le test des matelas ne donne aucun résultat. Finalement, le garçon se résigne à poursuivre ses recherche et décide de retrouver Daria, qu'il n'a jamais oubliée. Sebastian retourne en ville pour étudier à nouveau l'énigme du pois, qu'il a peut-être échappé à un détail à ce sujet ; Pendant ce temps, Heath apprend les sentiments de Rollo envers une paysanne et décide de déshériter Hildegard pour son comportement égoïste afin de le léger son royaume à Rollo et à la fille qu’il aime. Sebastian est chargé de remettre le message directement au prince, car Heath ne fait confiance qu'à lui, soupçonnant qu'il y a un espion dans le palais. En fait, Helsa a écouté la conversation en cachette et envoie Perfide, le faucon de Laird, qui parvient à intercepter le corbeau et à récupérer le message. 
Après cette découverte, Laird n'hésitera pas à tromper ses concitoyens en accusant faussement Daria d’avoir provoqué la famine chez eux parce qu’elle parle aux animaux. La jeune fille est ainsi poursuivie et pour l'éliminer, Laird n'hésite pas à mettre le feu à la forêt et dans l’ancien palais. Sebastian, qui si trouve, découvre le secret du pois gravé sous un vitrail : pour révéler la véritable noblesse, placé un pois sous vingt matelas en plumes, une vraie princesse est de nature extrêmement délicate, elle ne pourra donc pas s’endormir. Arrivé sur les lieux, Rollo cherche désespérément Daria dans l'incendie mais est obligé de s'en sortir sans avoir trouvé la fille, ne réussissant qu'à récupérer Sebastian, confus par un coup à la tête. Affaibli par l'inhalation de fumée, Rollo continue de citer Daria avant de s'évanouir devant la foule. Laird ment à la foule, leur disant qu'il a appelé Hildegard et qu'il voulait l'épouser.
Le lendemain, Hildegard, désormais consciente de la vérité et complice de ses parents, essaie de faire croire au prince qu'elle a changé pour le mieux, et Rollo, désormais résigné à la perte de sa bien-aimée, accepte de l'épouser. Cependant, Daria a échappé à l'incendie avec ses amis cochons, elle quitte finalement sa famille d’accueille abusive et essaie de retrouver Rollo dans le royaume voisin, mais elle est grossièrement mise de côté par les villageois. En aidant une femme qui travaille dans au palais, Daria parvient à entrer et voyant les vingt matelas, elle demande à pouvoir y dormir, Sebastian, qui s'est rétabli, tente le rite : en effet, non seulement la jeune femme passe l'épreuve, restant insomniaque parce qu'elle sent le pois, mais elle porte aussi  la tâche de naissance en forme de cœur sur son pied gauche, la même que Sebastian à vue à sa naissance. Mais avant qu'il n'aille le dire à toute la cour et arrêter le mariage imminent, Laird le capture. Il s'échappe avec l'aide des trois cochons de Daria et interrompt le mariage, en révélant la tromperie. Hildegard est obligée de montrer son pied à la demande de tout le monde comme preuve, en montrant sa tache de naissance similaire à celle de Daria, mais avant que le mariage ne puisse continuer, le chien de Rollo, Fière-Allure, lui lèche le pied, révélant que la tache de naissance est de la peinture.
À ce stade, Laird prend grossièrement sa nièce en otage, menaçant de la jeter du balcon pour ne pas avoir de problèmes, et ordonnant à Helsa et Hildegard de le rejoindre. Lorsque Heath reproche à son frère ce qu'il a fait, Laird, fatigué de lui, fait couper les cordes du lustre pour écraser Rollo, qui est sauvé par Heath lui-même qui est écrasé à sa place. Laird, heureux du résultat, se déclare enfin roi mais le frère a miraculeusement survécu et le contredit. Laird tente de s’enfuir avec sa femme et sa fille en prennent Daria en otage. Laird prend le passage secret et tente d’éliminer Rollo, dont il sait qu'il le suit, avec les pièges dissimulés dans le passage. Grâce à Risque-Tout qui activa par inadvertance les pièges, Rollo affronte Laird et survit à une autre tentative d'assassinat. Au sommet de la tour du château, Rollo trouve Hildegard tenant Daria en otage, menaçant de la jeter par-dessus la clôture. Laird fait tomber Rollo du bord. Heureusement, Rollo est sauvé par Sebastian et Daria. Ensemble, ils battent Laird en le jetant dans le douve ci-dessous, juste avant qu'il ne soit sur le point d'attaquer Rollo. Lorsque Hildegard tente de tuer Daria, et qu'elle tombe presque dans sa mort, Rollo sauve Daria. Les trois cochons effraie Hildegard, qui tombe également dans le fossé. Laird, Helsa et Hildegard sont ensuite arrêtés pour leurs complots.
Daria rencontre enfin son vrai père et épouser Rollo où les jeunes amants vive dans l’ancien palais dans la forêt en reconstruction, inaugurant ainsi, selon les mots de Sebastian, une nouvelle ère d'or pour Corazion.

## Personnages
- Daria : La fille d'Heath et de sa femme, Marianne, qui est morte en la mettant au monde. Elle est la princesse légitime du Royaume de Corazion. D'un naturel doux et généreux, elle garde un caractère humble quelle que soit la situation. Belle et déterminée, elle est accompagnée par trois cochons, Risque-Tout, Gloutonne et Princesse.
- Rollo : Prince d'un royaume voisin, Rollo est à l'origine du couronnement d'Heath à la place de son frère Laird. De retour à Corazion, des années plus tard, le jeune homme est beaucoup moins idéaliste que dans son enfance. Sa rencontre avec Daria pourrait changer les choses. Il a pour compagnon un gros chien gris, Fière-Allure.
- Sébastian : Ce corbeau aventureux est professeur du château. Avec l'aide de Rollo, il a permis à Heath de prendre le titre de Roi. Il cherche à percer le secret du Petit Pois, ce qui lui donne bien du fil à retordre... Il cite souvent son grand-père Bec-de-Pierre en exemple.
- Heath : Le roi de Corazion, juste et sensible. Il écoute par-dessus tout les recommandations du corbeau Sébastian, le professeur du château et son principal conseiller.
- Laird : Cupide, méchant et sournois, le Prince Laird est l'aîné et aurait donc dû avoir accès au trône, titre dont Sébastian et Rollo l'ont jadis privé. Résolu à se venger, il complote pour reprendre la couronne.
- Helsa : La femme de Laird, aussi vile que son mari. Son seul intérêt réside en la nourriture.
- Hildegarde : La fille de Laird et Helsa, capricieuse, égoïste, vulgaire et mauvaise. Elle jette son dévolu sur Rollo, au grand dam de celui-ci.
- Risque-Tout, Gloutonne et Princesse : les amis de Daria, trois cochons qui l'accompagnent partout.
- Fière-Allure : Le gros chien gris du Prince Rollo qui ne le quitte jamais.
- Perfide : Le faucon au service de Laird, qui se met souvent au travers de la route de Sébastian.
- Baltazar : L'un des ours de la forêt, que Daria a apprivoisé.

## Fiche technique
- Titre original : The Princess and the Pea
- Titre français : La Princesse au petit pois
- Titre québécois : inconnu
- Réalisation : Marc Swan
- Scénario : Ken Cromar et Forrest S. Baker d'après le conte de Hans Christian Andersen
- Musique : Alan Williams
- Chansons:
  - Musique : Alan Williams
  - Paroles : David Pomeranz
- Distribution : Swan Productions
- Durée : 81 minutes
- Dates de sortie : 16 août 2002  États-Unis

## Distribution

### Voix originales
- Amanda Waving - Daria
- Kirsten Benton - Daria (voix chantée)
- Jonathan Firth - Le Prince Rollo
- Dan Finnerty - Le Prince Rollo (voix chantée)
- Steven Webb - Le Prince Rollo enfant
- James Lively - Le Prince Rollo enfant (voix chantée)
- Nigel Lambert - Sébastian le corbeau, un messager
- Lincoln Hoppe - Le Roi Heath
- Ronan Vibert - Laird
- Eve Karpf - Helsa
- Liz May Brice (en) - Hildegarde
- Patsy Rowlands - Sasha
- Hetty Baynes - Girda
- Richard Ridings - Le Roi Windham, Button
- Stan Ellsworth - Sir Winthrop, Perfide le faucon
- Natalie Terry - Les cochons
- Sarah Baker - La Princesse Sarah
- Forrest S. Baker - Le Comte
- Kerry Shale - Le chapelier et autres voix

### Voix françaises
- Claire Guyot - Daria
- Paolo Domingo - Le Prince Rollo
- Boris Rehlinger - Le Roi Heath
- Bernard Alane - Laird
- Dorothée Pousséo - Hildegarde
- Gérard Rinaldi - Sébastian le corbeau

## Chansons du film
- Corazion (Corazion) - le peuple
- C'est comme ça qu'on gouverne (That's What It Takes to Rule ) - Laird et Rollo
- Le secret du petit pois (The Secret of the Pea) - Sébastian
- Le Royaume de mon cœur (My Kingdom of the Heart) - Daria
- La princesse parfaite (The Perfect Princess) - Rollo et les chœurs
- Le Royaume de mon cœur - reprise (Kingdom of the Heart - reprise) - Daria et Rollo
- Kingdom of the Heart - reprise finale - Krystal (chanson du générique)